# Военная доктрина России
Военная доктрина Российской Федерации — концептуальный документ военного планирования России, разрабатываемый на длительный срок с возможностью уточнения при изменении обстановки. Военная доктрина разрабатывается аппаратом Совета Безопасности России совместно с другими органами государственной власти и организациями. В документе сформулированы на долгосрочную перспективу внешние и внутренние военные опасности и возможные военные угрозы России, а также раскрыт характер военных конфликтов, в которые может быть вовлечена страна.
Согласно Конституции Российской Федерации, утверждение Военной доктрины Российской Федерации находится в компетенции Верховного главнокомандующего Вооружёнными силами Российской Федерации — президента России.

## Версия 2000—2001 годов
В течение 2000—2001 годов был выработан целостный и логически последовательный набор документов в области политики безопасности и внешней политики России: вначале была принята Концепция национальной безопасности, а затем, опираясь на её основные положения, были приняты Военная доктрина (2000), Концепция внешней политики, Доктрина информационной безопасности, планы военного строительства.
В Военной доктрине, принятой 5 февраля 2010 года, указаны следующие цели применения Вооружённых сил Российской Федерации и других войск:
- в крупномасштабной (региональной) войне в случае её развязывания каким-либо государством (группой, коалицией государств) — защита независимости и суверенитета, территориальной целостности Российской Федерации и её союзников, отражение агрессии, нанесение поражения агрессору, принуждение его к прекращению военных действий на условиях, отвечающих интересам Российской Федерации и её союзников;
- в локальных войнах и международных вооружённых конфликтах — локализация очага напряжённости, создание предпосылок для прекращения войны, вооружённого конфликта либо для принуждения к их прекращению на ранних стадиях; нейтрализация агрессора и достижение урегулирования на условиях, отвечающих интересам Российской Федерации и её союзников;
- во внутренних вооружённых конфликтах — разгром и ликвидация незаконных вооружённых формирований, создание условий для полномасштабного урегулирования конфликта на основе Конституции Российской Федерации и федерального законодательства;
- в операциях по поддержанию и восстановлению мира — разведение противоборствующих сторон, стабилизация обстановки, обеспечение условий для справедливого мирного урегулирования.

Предусмотрено, что Россия оставляет за собой право на применение ядерного оружия в ответ на использование против неё и (или) её союзников ядерного и других видов оружия массового уничтожения, а также в ответ на крупномасштабную агрессию с применением обычного оружия, когда под угрозу поставлено само существование российского государства.

## Версия 2014 года
25 декабря 2014 года президент Владимир Путин утвердил новую редакцию военной доктрины России, в которой, в частности, были отражены:
- вопросы расширения взаимодействия со странами-членами БРИКС, развития отношений с Абхазией и Южной Осетией;
- новые угрозы для России в связи с ситуацией на Украине и вокруг неё, а также в связи с событиями на севере Африки, в Сирии, Ираке и Афганистане.

Подчёркнуто, что «мировое развитие на современном этапе характеризуется усилением глобальной конкуренции, напряжённости в различных областях межгосударственного и межрегионального взаимодействия, соперничеством ценностных ориентиров и моделей развития, неустойчивостью процессов экономического и политического развития на глобальном и региональном уровнях на фоне общего осложнения международных отношений. Происходит поэтапное перераспределение влияния в пользу новых центров экономического роста и политического притяжения». Многие региональные конфликты остаются неурегулированными, причём сохраняются тенденции к их силовому разрешению, в том числе в регионах, граничащих с Российской Федерацией. Существующая архитектура (система) международной безопасности не обеспечивает равной безопасности всех государств.
Отмечена тенденция смещения военных опасностей и военных угроз в информационное пространство и внутреннюю сферу Российской Федерации. При этом, несмотря на снижение вероятности развязывания против Российской Федерации крупномасштабной войны, на ряде направлений военные опасности для России усиливаются.
В качестве внешних военных опасностей в Военной доктрине определены:
- наращивание силового потенциала НАТО и наделение её глобальными функциями, реализуемыми в нарушение норм международного права, приближение военной инфраструктуры стран — членов НАТО к границам Российской Федерации, в том числе путём дальнейшего расширения блока;
- дестабилизация обстановки в отдельных государствах и регионах и подрыв глобальной и региональной стабильности;
- развёртывание (наращивание) воинских контингентов иностранных государств (групп государств) на территориях государств, сопредельных с Российской Федерацией и её союзниками, а также в прилегающих акваториях, в том числе для политического и военного давления на Российскую Федерацию;
- создание и развертывание систем стратегической противоракетной обороны, подрывающих глобальную стабильность и нарушающих сложившееся соотношение сил в ракетно-ядерной сфере, реализация концепции «глобального удара», намерение разместить оружие в космосе, а также развёртывание стратегических неядерных систем высокоточного оружия;
- территориальные претензии к Российской Федерации и её союзникам, вмешательство в их внутренние дела;
- распространение оружия массового поражения, ракет и ракетных технологий;
- нарушение отдельными государствами международных договорённостей, а также несоблюдение ранее заключённых международных договоров в области запрещения, ограничения и сокращения вооружений;
- применение военной силы на территориях государств, сопредельных с Россией и её союзниками, в нарушение Устава ООН и других норм международного права;
- наличие (возникновение) очагов и эскалация вооружённых конфликтов на территориях государств, сопредельных с Российской Федерацией и её союзниками;
- растущая угроза глобального экстремизма (терроризма) и его новых проявлений в условиях недостаточно эффективного международного антитеррористического сотрудничества, реальная угроза проведения терактов с применением радиоактивных и токсичных химических веществ, расширение масштабов транснациональной организованной преступности, прежде всего незаконного оборота оружия и наркотиков;
- наличие (возникновение) очагов межнациональной и межконфессиональной напряженности, деятельность международных вооружённых радикальных группировок, иностранных частных военных компаний в районах, прилегающих к государственной границе Российской Федерации и границам её союзников, а также наличие территориальных противоречий, рост сепаратизма и экстремизма в отдельных регионах мира;
- использование информационных и коммуникационных технологий в военно-политических целях для осуществления действий, противоречащих международному праву, направленных против суверенитета, политической независимости, территориальной целостности государств и представляющих угрозу международному миру, безопасности, глобальной и региональной стабильности;
- установление в государствах, сопредельных с Российской Федерацией, режимов, в том числе в результате свержения легитимных органов государственной власти, политика которых угрожает интересам Российской Федерации;
- подрывная деятельность специальных служб и организаций иностранных государств и их коалиций против Российской Федерации.

В число внутренних военных опасностей включены:
- деятельность, направленная на насильственное изменение конституционного строя Российской Федерации, дестабилизацию внутриполитической и социальной ситуации в стране, дезорганизацию функционирования органов государственной власти, важных государственных, военных объектов и информационной инфраструктуры Российской Федерации;
- деятельность террористических организаций и отдельных лиц, направленная на подрыв суверенитета, нарушение единства и территориальной целостности Российской Федерации;
- деятельность по информационному воздействию на население, в первую очередь на молодых граждан страны, имеющая целью подрыв исторических, духовных и патриотических традиций в области защиты Отечества;
- провоцирование межнациональной и социальной напряжённости, экстремизма, разжигание этнической и религиозной ненависти либо вражды.

В Военной доктрине отражена приверженность Российской Федерации к использованию для защиты национальных интересов страны и интересов её союзников военных мер только после исчерпания возможностей применения политических, дипломатических, правовых, экономических, информационных и других инструментов ненасильственного характера.
Подчёркивается, что ядерное оружие будет оставаться важным фактором предотвращения возникновения ядерных военных конфликтов и военных конфликтов с применением обычных средств поражения (крупномасштабной войны, региональной войны).
Принятие новой версии Военной доктрины РФ ожидалось в 2022 году.

## Военная доктрина Союзного государства
В ноябре 2021 года президенты России и Белоруссии Владимир Путин и Александр Лукашенко одобрили новую редакцию Военной доктрины Союзного государства, заменившей доктрину 2001 года и решение Высшего Совета Союза Белоруссии и России 1998 года «О Концепции совместной оборонной политики».
В документе сказано, что государства-участники рассматривают любые действия с применением военной силы, направленные против любого из государств-участников, как посягательство на Союзное государство в целом и будут предпринимать соответствующие ответные меры с использованием всех сил и средств, находящихся в их распоряжении.
В документе сказано, что «военно-политическая обстановка, складывающаяся вокруг Союзного государства, характеризуется возрастанием негативных процессов в сфере глобальной и региональной безопасности, обусловленных как геополитическим соперничеством между ведущими мировыми державами, так и столкновением интересов отдельных государств (коалиций государств)». Среди таких негативных факторов выделяются:
- попытки изменения ценностных ориентиров и моделей развития, дискредитации культур, религий и цивилизаций, фальсификации истории, способствующие нарушению духовно-нравственных связей родственных народов;
- противодействие со стороны некоторых международных организаций, иностранных государств развитию Союзного государства, ОДКБ, а также других интеграционных образований с участием Белоруссии и России;
- наличие вблизи границ государств-участников очагов военных конфликтов;
- наращивание силового потенциала НАТО на внешней границе Союзного государства;
- применение в военных конфликтах силы в сочетании с политической, финансово-экономической, информационной и другими формами борьбы[9].

Основными внешними военными опасностями для союза двух стран являются:
- наращивание военного потенциала отдельных государств (коалиций государств), присвоение этими государствами (коалициями государств) либо военно-политическими союзами прав и функций международных организаций по решению вопросов международного мира и безопасности с применением военных средств, расширение военно-политических союзов до границ государств-участников либо присвоение ими глобальных функций;
- создание (размещение) в государствах, сопредельных с Союзным государством, воинских формирований высокой степени готовности к применению, позволяющих в короткие сроки создавать ударные группировки войск (сил) для действий против Союзного государства, активное строительство объектов военной инфраструктуры и совершенствование оперативного оборудования территории государств для использования данными группировками;
- закрепление в военных доктринах, стратегиях, концепциях и иных политических и правовых актах государств положений о неурегулированности территориальных споров и других межгосударственных противоречий с государствами-участниками, а также упоминание в этих документах государств-участников в качестве угрожающего фактора;
- отказ отдельных государств от участия в международных договорах в области контроля над вооружениями, создающий условия для неограниченной концентрации войск, вооружений, военной и специальной техники на территориях государств, сопредельных с Союзным государством;
- распространение оружия массового уничтожения, а также намерения руководства других государств разместить на территориях государств, сопредельных с Союзным государством, оружие массового уничтожения и его компоненты или создать потенциал в целях производства такого оружия;
- создание и развертывание систем стратегической противоракетной обороны, подрывающих глобальную стабильность и нарушающих сложившееся соотношение сил в ракетно-ядерной сфере, реализация концепции «глобального удара», намерение разместить оружие в космосе, а также развёртывание стратегических неядерных систем высокоточного оружия[9].

Подчёркивается, что Союзное государство не считает своим противником ни одно государство или коалицию государств и строит взаимоотношения со всеми государствами на основе равноправного партнёрства и сотрудничества.
В новой версии Военной доктрины, как и в предыдущей, указано, что Россия и Белоруссия привержены политическим и невоенным мерам по урегулированию споров: «Применение военной силы рассматривается как крайняя мера только после исчерпания политических, дипломатических, правовых, экономических, информационных и других мер невоенного характера, если их применение представляется невозможным для обеспечения военной безопасности». В документе отдельно подчёркивается, что «ядерное оружие РФ будет оставаться важным фактором предотвращения возникновения ядерных военных конфликтов и военных конфликтов с применением обычных средств поражения». При этом из новой Военной доктрины Союзного государства напрямую не следует, что российское ядерное оружие может быть размещено где-либо за пределами России.
Государства-участники в рамках военной политики сотрудничают:
- с государствами — членами ОДКБ — в целях обеспечения коллективной безопасности;
- с государствами — участниками СНГ — в целях дальнейшего развития военного сотрудничества для поддержания стратегической стабильности и безопасности;
- с государствами Евросоюза, Организацией Североатлантического договора и региональными организациями по безопасности — в целях укрепления региональной стабильности и безопасности на принципах равноправия и взаимного учёта интересов;
- с государствами — членами ООН — в целях формирования всеобъемлющей системы международной безопасности и поддержания мира[9].